# Sofia Wilkman
Maria Ann Sofia Wilkman, född 25 mars 1956 i Helsingfors, är en finländsk konstnär. 
Wilkman studerade 1980–1984 vid Finlands konstakademis skola och 1978–1979 vid École nationale supérieure des Beaux-Arts i Paris. Hon målar och gör grafik i en återhållsam, mycket sparsam stil. Hennes färgskala dominerades till en början av grått och svart, men senare har också färgkontraster kommit till, medan formvärlden vanligen består av små tecken eller figurer mot en monokrom rymd. Hon har även arbetat som lärare, bland annat vid Fria konstskolan 1997–1999.